# Санта-Мария-да-Серра
Санта-Мария-да-Серра (порт. Santa Maria da Serra) — муниципалитет в Бразилии, входит в штат Сан-Паулу. Составная часть мезорегиона Пирасикаба. Входит в экономико-статистический микрорегион Пирасикаба. Население составляет 4946 человек на 2006 год. Занимает площадь 256,481 км². Плотность населения — 19,3 чел./км².

## История
Город основан 27 октября 1867 года.

## Статистика
- Валовой внутренний продукт на 2003 год составляет 57 373 831,00 реалов (данные: Бразильский институт географии и статистики).
- Валовой внутренний продукт на душу населения на 2003 год составляет 11 900,82 реалов (данные: Бразильский институт географии и статистики).
- Индекс развития человеческого потенциала на 2000 год составляет 0,780 (данные: Программа развития ООН).

## География
Климат местности: субтропический. В соответствии с классификацией Кёппена, климат относится к категории Cfb.